# Amiga 1200
Amiga 1200 je bilo računalo tvrtke Commodore napravljeno s ciljem nasljeđivanja popularnog modela Amiga 500.

## Povijest
U trgovine dolazi u listopadu 1992. godine po cijeni od 600 američkih dolara (SAD tržište).
Za taj novac se dobivalo računalo s Motorolinim procesorom 68EC020- oslabljena verzija 68020 s 24-bitnom adresnom sabirnicom ("punokrvna" 68020 ima 32-bitnu), bez matematičkog koprocesora, 2 MB RAMa, tipkovnicom i disketnim pogonom. Dobro izvedena unutrašnja arhitektura je dopuštala različita proširenja tako da se danas u Amigu 1200 mogu postaviti procesori snažniji od 1 GHz kao i praktički neograničena količina memorije.
Naravno, kao i svako drugo računalo tog vremena, i ona ima mogućnost nadogradnje tvrdog diska koji se dodatno plaćao. Specifičnost te ugradnje je u nužnosti postavljanja tvrdog diska namijenjenog za prijenosno računalo.
Uspjeh ovog računala (koje se uspjelo prodati u milijun primjeraka tijekom osamnaest mjeseci) ipak nije spasio tvrtku Commodore od bankrota, koji ju pogađa u travnju 1994. godine.
Novi vlasnik Amige tada postaje Escom koji preuzima bankrotiranu kompaniju 1995., te ponovno pokreće proizvodnju Amige 1200. Ta proizvodnja je bila unaprijed osuđena na propast odlukom Escoma da postavi njenu prodajnu cijenu na razinu iz 1992. godine. Od tada do danas Amiga je mijenjala vlasnika još dva puta.
Na opće iznenađenje svih, Amige 1200 koje rade na brzini od samo 14 MHz se još danas (2007. godina) nalaze u prodaji, što je naizgled nemoguće, ako ju usporedimo s modernim Core 2 Duo procesorima. Takvim razvojem situacije Amiga 1200 je postala najdugovječnije kućno računalo koje nije pretrpilo hardverske promjene. Jedina stvar koja se promijenila od 1992, godine je da današnja Amiga 1200 (od Escomovog preuzimanja na dalje) ima operativni sistem Workbench 3.1 za razliku od prvobitnog 3.0. Naknadno su još razvijeni sistemi 3.5 i 3.9 koji se mogu dodatno nadograditi na 4.1

## Vanjske poveznice
- http://www.aminet.net - internetska adresa na kojoj su samo programi za Amiga kompjutere.
- http://www.amigakit.com - Prodaja novih Amiga 1200.
- http://obligement.free.fr/hitparade.php-%5Bneaktivna+poveznica%5D popis najboljih deset igri za Amigu 1200 tijekom svih godina između 1993. i 2006. U razdoblju 1986. – 1993. na popisu su igre za Amigu 500.